# Noctuelia dentifascialis
Noctuelia dentifascialis là một loài bướm đêm trong họ Crambidae.